# José Carlos Santos da Silva
José Carlos Santos da Silva, mais conhecido como Zé Carlos (Ipirá, 19 de março de 1975) é um treinador e ex-futebolista brasileiro que atuava como atacante, atualmente treina o Retrô.
Zé Carlos recebeu o apelido de Zé do Gol enquanto jogava no clube que o revelou, o Botafogo. Nesta equipe, Zé Carlos foi campeão do Campeonato Carioca de Futebol de 1997 e do Torneio Rio-São Paulo de 1998.
Apesar de seu número preferido ser o 7, chegou a atuar com a 9, enquanto Túlio Maravilha jogava no Botafogo, e com a 11, na sua passagem pelo Flamengo. Além dessas duas equipes cariocas, Zé Carlos atuou, entre outros clubes, como Guarani, Juventude, Sporting Braga de Portugal e o APOEL do Chipre.
Em julho de 2008, assinou contrato com o Clube Desportivo Trofense, porém, em Outubro rescindiu com o clube.
No ano de 2010, ele se transferiu ao Botafogo-DF para fazer um trio com Sérgio Manoel e Túlio Maravilha. Em seu primeiro jogo pelo Botafogo de Futebol e Regatas do Distrito Federal contra o Brasiliense ele deixou sua marca.

## Títulos

### Equipes
Botafogo
- Campeonato Carioca: 1997
- Torneio Rio-São Paulo: 1998
- Copa Nippon Ham: 1996
- III Torneio Presidente da Rússia: 1996
- Troféu Teresa Herrera: 1996
- Copa Internacional de Futebol Legends: 2019

APOEL
- Copa do Chipre: 2007

Bolívar
- Campeonato Boliviano de Futebol: 2011